# STS-41
|  | Denne artikel handler om en mission i rumfærge-programmet. For informationer om programmet se rumfærge-programmet. |

STS-41 (Space Transportation System-41) var Discoverys 11. rumfærge-mission der blev opsendt d. 6. oktober 1990 og vendte tilbage den d. 10. oktober 1990.
Hovedformålet med missionen var at sætte Ulysses i kredsløb.

## Besætning
- Richard Richards (kaptajn)
- Robert Cabana (pilot)
- William Shepherd (1. missionsspecialist)
- Bruce Melnick (2. missionsspecialist)
- Thomas Akers (3. missionsspecialist)

## Missionen
- Rumfærgen Columbia i forgrunden, i baggrunden Discovery
- Discovery opsendes
- Ulysses sat i kredsløb

Hovedartikler: